# 誰來跟我乾杯
《誰來跟我乾杯》為古龍去世後，其好友將其生前所著的散文、書序集結成冊；有古龍詼諧幽默的小品文，也有古龍對武俠的看法。另外本書附贈了古龍的短篇小說《獵鷹》與《群狐》。

## 來源
- 蘋果日報專欄-《誰來跟我乾杯》 （页面存档备份，存于）
- 蔡瀾 - 《谁来跟我干杯》 （页面存档备份，存于）